# Dương Minh
Dương Minh (chữ Hán giản thể: 阳明区, âm Hán Việt: Dương Minh khu) là một quận thuộc địa cấp thị Mẫu Đơn Giang, tỉnh Hắc Long Giang, Cộng hòa Nhân dân Trung Hoa. Quận Dương Minh có diện tích 1338 km², dân số 250.000 người. Mã số bưu chính của quận Dương Minh là 157013. Quận Dương Minh được chia thành 4 nhai đạo biện sự xứ: Đại Khánh, Tiền Tiến, Tân Hưng, Dương Minh và 4 trấn: Hoa Lâm, Ma Lực Thạch, Ngũ Lâm.